# بتلهام (مریلند)
بتلهام (به انگلیسی: Bethlehem) یک منطقهٔ مسکونی در ایالات متحده آمریکا است که در مریلند واقع شده‌است. بتلهام ۱۴٫۰۲ متر بالاتر از سطح دریا واقع شده‌است.